# أنصار السنة (العراق)
جيش أنصار السنة أو جماعة أنصار السنة، وهي منظمة عراقية مسلحة أسست قبل الاحتلال الأمريكي للعراق، وانبثقت من جماعة أنصار الإسلام الكردية التي كانت تحارب جلال طالباني ومسعود برزاني في كردستان ولقد سيطرت وقتها على بعض المدن والقرى في كردستان حيث لا سيطرة لنظام صدام، وقامت القوات الأمريكية في بداية الحرب على العراق بقصف جوي على مراكز ومدن جماعة انصار الإسلام في منطقة كردستان العراق وقد قتل ما يقارب 80 من عناصر هذه الجماعة ومن بين الذين قتلوا رائد خريسات الأردني، وبعد القصف الأمريكي أعلنوا الجهاد في مناطق كردستان والموصل وتكريت فانظم لهم عدد كبير من العرب السنة وقاموا بتسمية الجماعة باسم جماعة أنصار السنة لأجل رفع الظلم عن أهل السنة الذي وقع بشكل كبير وواضح بعد الاحتلال الأمريكي للعراق، وتعتبر الجماعة ثاني أو ثالث أكبر جماعة جهادية بالعراق تقاتل الأمريكان والحكومة العراقية وقد برزوا في الأنبار وفي مدينة الرمادي وشمال بغداد وديالى وبابل خاصة حيث ينتشر عناصر الجماعة في المدينة، ولقد تبنت الجماعة مسؤولية العديد من العمليات العسكرية في العراق، وانتشر نفوذها في معظم المحافظات الشمالية وبغداد.